# Стрибки у воду на Чемпіонаті світу з водних видів спорту 2022 — змішаний синхронний трамплін, 3 метри
Змагання зі стрибків у воду зі змішаного синхронного триметрового трампліна на Чемпіонаті світу з водних видів спорту 2022 відбулися 29 червня 2022 року.

## Результати
Змагання розпочалися о 19:00 за місцевим часом.
| Місце | Країна          | Стрибуни                          | Очки   |
| ----- | --------------- | --------------------------------- | ------ |
| 1     | Китай           | Чжу Цзифень Лінь Шань             | 324.15 |
| 2     | Італія          | Маттео Санторо К'яра Пеллакані    | 293.55 |
| 3     | Велика Британія | Джеймс Гітлі Грейс Рід            | 287.61 |
| 4     | Мексика         | Кевін Муньйос Аранча Чавес        | 282.42 |
| 5     | Німеччина       | Лоу Массенберг Тіна Пунцель       | 277.62 |
| 6     | Південна Корея  | Yi Jaeg-yeong Кім Су Чі           | 275.82 |
| 7     | Малайзія        | Мухаммад Путех Ин Яньї            | 275.46 |
| 8     | США             | Квентін Геннінґер Крістен Гейден  | 271.86 |
| 9     | Японія          | Харукі Суяма Еномото Харука       | 266.46 |
| 10    | Швейцарія       | Ґійом Дютуа Мадлен Кокуз          | 254.31 |
| 11    | Франція         | Жуль Бує Наї Жіллє                | 243.51 |
| 12    | Бразилія        | Рафаел Фугаса Анна Лусія Родрігес | 234.60 |
| 13    | Нова Зеландія   | Фрейзер Тавенер Меґґі Скваєр      | 223.86 |